# Simon Cowell
Simon Phillip Cowell (Londen, 7 oktober 1959) is een Britse A&R-talentscout bij Sony BMG Records, muziekproducent en tv-persoonlijkheid.
Cowell is bij het grote publiek vooral bekend geworden als het 'strenge' jurylid bij de Engelstalige talentenjachten Pop Idol, American Idol, The X Factor, America's Got Talent en Britain's Got Talent.
Cowell combineert activiteiten in de muziek- en televisie-industrie, waarbij hij veel singles en albums promootte voor verschillende artiesten.
Cowell is de producent en creatieve kracht van verschillende media, waarvan Pop Idol een bekendere naam is. Van dat programma zijn internationaal verschillende varianten gemaakt. Zijn televisiewerk leverde Cowell in 2018 een ster op de Hollywood Walk of Fame op.
Cowell heeft samen met zijn partner een zoon.

## Carrière in de muziekindustrie
Cowell probeerde een aantal baantjes uit totdat zijn vader hem een baantje bezorgde bij de platenmaatschappij EMI Music Publishing in de postkamer. Door zijn vaders connecties werd hij assistent van een A&R man. Vanaf die plek klom Cowell op en werd uiteindelijk gepromoveerd naar een positie in het uitgeven van muziek. Hij verliet deze positie in de jaren 80 om een eigen muziekbedrijf te beginnen, dat niet lang stand hield.
Na in 1989 bijna alles verloren te hebben, ging Cowell weer bij zijn ouders wonen. Later in dat jaar werd hij een A&R-consultant bij BMG.
Hierna heeft Cowell een aantal artiesten aan zijn label gekoppeld, waaronder Curiosity Killed the Cat, Sonia Evans, One Direction, Five, Westlife, Robson & Jerome en Ultimate Kaos. Ook heeft hij een aantal 'novelty songs' uitgegeven, waaronder Teletubbies, Zig and Zag en The Mighty Morphin Power Rangers, wat grote successen met zich meebracht.
Cowell heeft later nog een label opgezet, Syco Records dat in 2002 deel werd van Columbia Records en Sony BMG Music Entertainment. Liedjes van artiesten als Il Divo en van deelnemers aan The X Factor en American Idol worden via Syco Records uitgegeven.

### Idol
In 2001 werd Cowell jurylid in het eerste seizoen van het Britse programma Pop Idol en in 2002 werd hij jurylid in de Amerikaanse versie hiervan, American Idol. Hij staat hier vooral bekend om zijn vaak harde uitspraken, beledigingen en kritiek op de kandidaten. Hij ziet dit zelf als eerlijkheid en wil deze mensen 'helpen' door te zeggen dat ze toch echt beter een andere carrière kunnen zoeken. Zijn beoordelingen tijdens de audities beginnen dan ook vaak met 'I don't mean to be rude but..', onvermijdelijk gevolgd door een botte opmerking over het talent, de persoonlijkheid of zelfs de fysieke gesteldheid van een kandidaat.
Door zijn manier van kritiek geven heeft hij vaak onenigheid met zijn medejuryleden in American Idol. Vooral jurylid Paula Abdul is zijn tegenpool. In het eerste seizoen en een deel van het tweede seizoen konden ze elkaar niet uitstaan, wat resulteerde in felle discussies op tv. Cowell realiseerde zich echter dat Abdul integraal deel uitmaakte van het programma en na verloop van tijd zijn ze wat milder geworden. Wel hebben ze nog altijd zeer uiteenlopende meningen over de talenten van de kandidaten, maar ze gaan zichtbaar beter met elkaar om. Vaak wordt hen ook gevraagd naar hun haat-liefdeverhouding, waarin ze beiden toegeven erg goed met elkaar te kunnen opschieten. Cowell: "You know Paula, who I couldn't look at the beginning of the series. I love her to death now. I hate to admit it but I do."
Cowell heeft ook een interessante relatie met de presentator van American Idol, Ryan Seacrest. In de programma's beledigen ze elkaar constant. Cowell maakt vooral opmerkingen over Seacrests seksuele geaardheid en Seacrest komt hier vaak goed op terug met een slim antwoord en maakt ook graag opmerkingen ten koste van Cowell. Toch zijn Cowell en Seacrest erg goede vrienden.
De interactie tussen de juryleden en presentator Ryan Seacrest wordt vaak als een belangrijk onderdeel gezien van de massale aantrekkingskracht van American Idol.
Cowell was ook een jurylid in het programma World Idol, dat in 2003 werd uitgezonden, waarin Jamai Loman Nederland vertegenwoordigde. Cowell ging zelfs zo ver in het bekritiseren van Jamai dat hij gelijk heel Nederland meenam. Hij begreep waarom Jamai de Nederlandse Idols had gewonnen, namelijk omdat er niet zoveel goede zangers in Nederland rondlopen. Cowell was trouwens ook erg kritisch tegenover het format van World Idol. Hij zei dat hij een hekel had aan het idee omdat het de winnaars van de andere tien Idol-competities in verliezers veranderde. Hij vond ook dat de andere juryleden zijn 'agressieve' manier van kritiek geven na probeerden te doen.
Zijn contract bij American Idol als jurylid verloopt na het tiende seizoen. Daarna zal hij achter de schermen gaan werken, want zoals hij zelf zegt: "You can't keep doing this forever. I think by [the end of my contract] that the public will be sick to death of me anyway and it will be time to go."

### The X Factor
Cowell heeft in 2004 zijn eigen talentenjacht bedacht en geproduceerd met zijn bedrijf Syco, genaamd The X Factor. Samen met Sharon Osbourne en Louis Walsh was hij ook jurylid van dit Britse programma. The X Factor was meteen een succes en er volgden nog 7 seizoenen. Elk seizoen overtrof het voorgaande seizoen in kijkersaantallen.
Simon Fuller, maker van Pop Idol, was van mening dat de programmaformule van The X Factor was gekopieerd van zijn programma en klaagde de producers, onder wie Simon Cowell, aan. Cowell en Fuller kwamen uiteindelijk buiten de rechter om tot een overeenkomst. Wat er precies in de overeenkomst stond is niet duidelijk. Wat wel duidelijk was geworden, was dat Cowell zijn The X Factor gewoon mocht produceren in het Verenigd Koninkrijk, maar niet naar de Verenigde Staten mocht brengen. Cowell kreeg uit deze overeenkomst een goede deal voor een verlenging van zijn contract bij American Idol, dat Fuller ook produceert. Uiteindelijk kwam er eind 2011 toch een Amerikaanse versie van The X Factor met, naast Cowell, in de jury LA Reid, Demi Lovato en Britney Spears.
In X Factor 2010 vormde Cowell de boyband One Direction.

### American Inventor
Op 16 maart 2006 debuteerde Cowells nieuwste wedstrijdprogramma, American Inventor, op de Amerikaanse zender ABC. In dit programma gaat het erom dat mensen met nieuwe creatieve concepten voor producten komen. Het lijkt op het Nederlandse programma Het Beste Idee van Nederland. Cowell had ook bij American Inventor graag als jurylid opgetreden, maar door de voorwaarden in zijn American Idol-contract was dit onmogelijk.

### Got Talent
Cowell is de uitvoerend producent van America's Got Talent (2006), samen met producenten van Idols. Dit programma was een groot succes voor NBC, de Amerikaanse zender die dit programma uitzond. Cowell trad aanvankelijk niet op als jurylid in America's Got Talent, omdat zijn lopende contract met het programma American Idol, waarin hij al in de jury zat, hem verbood op andere zenders dan Fox te verschijnen. Toen het contract met American Idol verliep, stopte Cowell en stapte over naar NBC om als jury het programma America's Got Talent te versterken, hier is hij sinds het elfde seizoen te zien.
In Britain's Got Talent zoekt hij samen met David Walliams, Alesha Dixon en Amanda Holden naar talent in Engeland, variërend van zangers tot goochelaars. De later zeer bekend geworden operazanger Paul Potts was de eerste winnaar van Britain's Got Talent. In 2009 kwam het programma met zangeres Susan Boyle, en daarmee ook Cowell zelf, wereldwijd onder de aandacht. Inmiddels bestaan er verschillende internationale varianten van dit talentenjachtprogramma, waaronder Britain's Got Talent, Belgium's Got Talent en de Nederlandse versie Holland's Got Talent.

## Jurywerk
- America's Got Talent: Fantasy League (2024)
- America's Got Talent: All-Stars (2023)
- America's Got Talent: Extreme (2022)
- Canadian Family's Got Talent (2020) - als gastjurylid
- The X Factor: The Band (2020)
- America's Got Talent: The Champions (2019-2020)
- Britain's Got Talent: The Champions (2019)
- The X Factor: Celebrity (2019)
- The X Factor Australia (2012) - als gastjurylid
- America's Got Talent (2011-heden)
- The X Factor USA (2011-2013)
- Idol Sweden (2008) - als gastjuyrlid
- Britain's Got Talent (2007-heden)
- The X Factor: Battle of the Stars (2006)
- The X Factor UK (2004-2018)
- American Juniors (2003) - als gastjuyrlid
- World Idol (2003) - als jurylid
- American Idol (2002-2016) - als jurylid
- Pop Idol (2001-2003)

## Andere activiteiten
In december 2003 publiceerde Cowell het boek I don't mean to be rude but.. In dit boek vertelt hij over zijn leven, zijn jaren van werken in de muziekindustrie en ervaringen bij Pop Idol en American Idol. Ook geeft hij tips om een succesvolle popster te worden.
In november 2004 sprak hij zijn eigen stem in voor de korte film Far Far Away Idol behorend tot de Shrek-franchise.
Ook zet Cowell zich vaak in voor goede doelen. Zo komt hij op voor dierenrechten en helpt hij kinderen van The Association Of Children's Hospices. In The Celebrity Apprentice (2008) had deelnemer (en later ook winnaar) Piers Morgan Cowell tijdens een veiling voor het goede doel opgebeld. Cowell gaf hier 100.000 dollar aan het goede doel van Piers in ruil voor een 'shopping trip' met Ivanka Trump (Donald Trumps dochter).
Cowell liet ook zijn zachtere kant zien in The Oprah Winfrey Show in maart 2008. Daar betaalde hij de hypotheek af van een stel met een dochter die kanker had, zodat ze vaker bij haar kunnen zijn en zich geen zorgen hoeven te maken over dat geld. De hypotheek bedroeg 162.000 dollar.
Cowell had een kleine rol in Scary Movie 3, waar hij jureert bij een rapwedstrijd en later wordt doodgeschoten omdat ze zijn kritiek niet kunnen waarderen. Cowell zei later dat hij zijn eigen acteerprestaties verschrikkelijk vindt en dat hij dit waarschijnlijk ook niet meer zal doen.
Wel heeft hij nog zijn stem ingesproken bij afleveringen van The Simpsons en Family Guy. In een speciale aflevering van American Idol, Idol Gives Back, worden de rollen omgedraaid en doet Cowell zelf auditie voor het programma in een speciaal gemaakte scène van The Simpsons waarin hij Don't Cha 'zingt' en Homer Simpson hem afkraakt.
Cowell heeft ook een minuscule rol in Paula Abduls videoclip 'Dance like there's no tomorrow'.

## Trivia
- Toen hij te gast was in het tv-programma Top Gear kwam uit dat hij meer dan 21,7 miljoen pond per jaar aan inkomstenbelasting betaalt. Dit zou betekenen dat zijn belastbaar inkomen meer dan 54,25 miljoen pond per jaar is.
- Cowell heeft diverse malen plastische chirurgie ondergaan. De resultaten vallen niet mee.[6]

- Biblioteca Nacional de España: XX5560095
- Gemeinsame Normdatei: 135595169
- International Standard Name Identifier: 0000 0001 1469 8073
- Library of Congress Control Number: n2003042637
- MusicBrainz: dfdfccd6-3a10-4099-abc3-95b0d78a9c14
- Nationale Bibliotheek van Polen: a0000002768745
- Nederlandse Thesaurus van Auteursnamen: 267777663
- Virtual International Authority File: 28293083
- WorldCat: E39PBJwMCJFCtbGhkgXy3KMByd